# Poppo van Thüringen
Poppo van Thüringen wordt vanaf 878/880 tot 906 in oorkonden als graaf in Volkfeld aangeduid. Hij was van 880 tot 892 markgraaf van de Sorbenmark. Bij zijn afzetting in 892 werd hij omschreven als "dux Thuringorum", hertog van Thüringen. 
Hij was de jongste zoon van de Graaf Poppo (I) in de Saalgau en de broer van de princeps militiae en dux Austrasiorum, Hendrik van Babenberg, de legeraanvoerder van Karel III de Dikke, en van de belangrijkste leden van het geslacht van de oudere Frankische Babenbergers, dat weer een van de belangrijkste pijlers van het bewind van Karel III de Dikke was. Dit vol in in tegenstelling tot Karels opvolger Arnulf van Karinthië, die zich volledig verliet op de Konradijnen, de aartsvijanden van de oude Babenbergers. 